# Capacidade de dispositivos de armazenamento
A capacidade de armazenamento de um dispositivo é a sua característica que especifica a quantidade máxima de informação que pode conter.
| Dispositivo          | Unidade       | Valor atual                                                                |
| -------------------- | ------------- | -------------------------------------------------------------------------- |
| Disquete 3 1/2"      | MB (Megabyte) | Conhecido como 1.44 MB, mas possui efetivamente 1.38 MB ou 1.448.448 bytes |
| CD                   | MB (Megabyte) | 650,700,800                                                                |
| DVD                  | GB (Gigabyte) | 4.7 ; 8.4 (dupla camada)                                                   |
| Blu-ray              | GB (Gigabyte) | 25; 50 (camada dupla); 100 e 128 (BDXL)                                    |
| Disco rígido         | GB (Gigabyte) | Geralmente de 0.5 a 1023.9 Gb                                              |
| Disco Rígido         | TB (Terabyte) | A partir de 1 Terabyte (1024Gb = 1TB)                                      |
| Pente de memória RAM | GB (Gigabyte) | geralmente de 4, 8 e 16                                                    |